# Brachidontes pharaonis
Brachidontes pharaonis is een tweekleppigensoort uit de familie van de Mytilidae. De wetenschappelijke naam van de soort is voor het eerst geldig gepubliceerd in 1870 door P. Fischer.